# 平康裕
平康裕（？—？），字德遠，直隸保定府新城縣（今高碑店市）人，民籍，明朝政治人物。

## 生平
嘉靖三十四年（1555年）乙卯科順天府鄉試第五十八名。嘉靖三十八年（1559年），中式己未科進士。官济南府知府，隆慶六年十一月升陕西按察司副使、西宁兵备。

## 家族
曾祖平鑑；祖父平洪，省祭官；父平旦，歲貢生。母范氏。具慶下。